# Melanotus beshkenticus
Melanotus beshkenticus là một loài bọ cánh cứng trong họ Elateridae. Loài này được Dolin & Latifi miêu tả khoa học năm 1989.